# 19. Infanterie-Division
19. Infanterie-Division var ett tyskt infanteriförband under andra världskriget.
Förbandet upprättades i oktober 1934 under täcknamnet Artillerieführer VI. I oktober 1935 ersattes täcknamnet och divisionen fick sitt riktiga namn.
Vid invasionen av Polen i samband med andra världskrigets utbrott deltog divisionen, varefter den överfördes till västfronten för insatser vid Slaget om Frankrike.
I oktober 1940 omorganiserades divisionen till 19. Panzer-Division.
Divisionen var ett av sex arméförband som var direkt knutna till speciella tyska officeare genom att ge dem en hederstitel som Chef. Hederstiteln var helt utan relation till aktuellt förbandsledarskap. Hederstiteln som Chef des 19. Infanterie-Division gavs till generalfältmarskalk Werner von Blomberg, som tidigare (13 mars 1937) erhållit hederstiteln Chef des Infanterie-Regiment 73.

## Befälhavare
- Generalleutnant Günther Schwantes (1 sep 1939 - 1 feb 1940)
- Generalmajor Otto von Knobelsdorff (1 feb 1940 - 1 nov 1940)

## Organisation
- 69. infanteriregementet
- 73. infanteriregementet
- 74. infanteriregementet
- 19. artilleriregementet
- 55. artilleriregementet, 1 bataljon
- 19. pansarvärnsbataljonen (mot)
- 19. spaningsbataljonen
- 19. fältreservbataljonen
- 19. signalbataljonen
- 19. pionjärbataljonen
- tyg- och trängförband